# Prnjavor, Gornji Milanovac
Prnjavor (izvirno srbsko Прњавор) je naselje v Srbiji, ki upravno spada pod Občino Gornji Milanovac; slednja pa je del Moraviškega upravnega okraja.

## Demografija
V naselju živi 86 polnoletnih prebivalcev, pri čemer je njihova povprečna starost 45,1 let (44,1 pri moških in 46,0 pri ženskah). Naselje ima 34 gospodinjstev, pri čemer je povprečno število članov na gospodinjstvo 3,15.
To naselje je, glede na rezultate popisa iz leta 2002, večinoma srbsko.
|  |

| Demografija | Demografija     | Demografija     |
| Leto        | Št. prebivalcev | Št. prebivalcev |
| ----------- | --------------- | --------------- |
|             |                 |                 |
|             |                 |                 |
|             |                 |                 |
|             |                 |                 |
| 1948        | 288             |                 |
| 1953        | 240             |                 |
| 1961        | 218             |                 |
| 1971        | 174             |                 |
| 1981        | 153             |                 |
| 1991        | 166             | 160             |
| 2002        | 108             | 107             |
|             |                 |                 |

| Etnična sestava po popisu iz leta 2002 | Etnična sestava po popisu iz leta 2002 | Etnična sestava po popisu iz leta 2002 | Etnična sestava po popisu iz leta 2002 | Etnična sestava po popisu iz leta 2002 |
| -------------------------------------- | -------------------------------------- | -------------------------------------- | -------------------------------------- | -------------------------------------- |
| Srbi                                   | Srbi                                   |                                        | 106                                    | 99,06%                                 |
| Slovaki                                | Slovaki                                |                                        | 1                                      | 0,93%                                  |
| Neznano                                | Neznano                                |                                        | 0                                      | 0,0%                                   |